# Pyytöjärvi (sjö i Lieksa, Norra Karelen)
Pyytöjärvi är en sjö i kommunen Lieksa i landskapet Norra Karelen i Finland. Sjön ligger 153,7 meter över havet. Den är 2,6 meter djup. Arean är 67 hektar och strandlinjen är 7,74 kilometer lång. Sjön  ingår i Vuoksens huvudavrinningsområde.   Den ligger omkring 68 kilometer nordöst om Joensuu och omkring 440 kilometer nordöst om Helsingfors. 
I sjön finns ön Raatosaari. 